# جون دبليو. بارلو
جون دبليو. بارلو (بالإنجليزية: John W. Barlow)‏ هو عسكري أمريكي، ولد في 26 يونيو 1838 في مقاطعة وايومينغ في الولايات المتحدة، وتوفي في 27 فبراير 1914 في القدس في إسرائيل.